# Kueka: memoria ancestral
Kueka: memoria ancestral es un documental venezolano de María de los Ángeles Peña que recorre el proceso de retorno de la ancestral y sagrada Piedra Kueka a su lugar de origen en territorio pemón en Santa Cruz de Mapaurí, Venezuela, luego de su controversial exhibición en el proyecto Global Stone en el parque Tiergarten, Berlín, Alemania.
El documental narra, en idioma pemón taurepán, la posición de Kueka en la cosmovisión pemón desde su propia perspectiva, presenta el proceso de extracción de la piedra en 1998, la visión del autor alemán Wolfang von Schwarzenfeld (responsable de su traslado a Berlín) y la lucha de varias generaciones pemones hasta su regreso en 2020. 

## Estreno
El trailer del documental se anunció durante el segundo aniversario de la "Gran Misión Viva Venezuela Mi Patria Querida", presentado como su segunda producción audiovisual.
El 28 de mayo de 2025 se realizó un preestreno en la sede de la Cinemateca Nacional en Caracas, a la que asistieron autoridades pemón de la comunidad de Mapauri, y personalidades de la industria cinematográfica nacional. Desde el 29 de mayo el documental se exhibe en el circuito de cine de Venezuela, incluyendo salas comerciales y alternativas como la Cinemateca Nacional, Cines Unidos, Cinex, Cinepic y Trasnocho Cultural.
- Kueka: memoria ancestral en Internet Movie Database (en inglés).